# Benifato
Benifato és un municipi del País Valencià a la comarca de la Marina Baixa.

## Geografia
Ubicat a la Vall de Guadalest, als peus de la Serra d'Aitana, el seu clima és fred i compta amb brolladors i fonts com la dels Xorrets o la Vella. El terme, d'11,9 km², és ideal per a la pràctica del senderisme: des del poble es pot accedir a la font del Partegat, nus de senders per tota la serra.

### Límits
Benifato limita amb els termes municipals de Beniardà, Benimantell, Confrides i Sella; tots a la mateixa comarca.

### Accés
L'accés al municipi es fa per la carretera CV-70 (o carretera d'Alcoi) i, en les proximitats del poble, per la CV-7681.

## Història
Té el seu origen en una alqueria musulmana que després de la conquesta va romandre adscrita al senyoriu de Guadalest i va conservar la seua població morisca. L'expulsió de 1609 va deixar-la despoblada. Una lenta recuperació va dur-la als 253 habitants que hi havia a mitjan segle xix. Després comença un continu descens que la du als 164 habitants empadronats el 2002.

## Demografia
| 1900 | 1910 | 1920 | 1930 | 1940 | 1950 | 1960 | 1970 | 1981 | 1991 | 2000 | 2005 | 2007 | 2008 | 2019 |
| ---- | ---- | ---- | ---- | ---- | ---- | ---- | ---- | ---- | ---- | ---- | ---- | ---- | ---- | ---- |
| 349  | 334  | 285  | 268  | 306  | 252  | 194  | 164  | 120  | 117  | 148  | 165  | 188  | 194  | 140  |

## Economia
L'única activitat econòmica que s'hi enregistra és l'agricultura de secà, basada en l'olivera, l'ametler i el nesprer.

## Política i govern

### Alcaldia
Des de 2011 l'alcalde de Benifato és David Blanes Fracés del Partit Popular (PP).
| Període                       | Alcalde o alcaldessa         | Partit polític | Data de possessió | Observacions |
| ----------------------------- | ---------------------------- | -------------- | ----------------- | ------------ |
| 1979–1983                     | Ramón Romá Ordines           | UCD            | 19/04/1979        | --           |
| 1983–1987                     | Ramón Romá Ordines           | GIB            | 28/05/1983        | --           |
| 1987–1991                     | Ramón Romá Ordines           | GIB            | 30/06/1987        | --           |
| 1991–1995                     | Ramón Romá Ordines           | CDS            | 15/06/1991        | --           |
| 1995–1999                     | José Francisco Fracés Fracés | EU-EV          | 17/06/1995        | --           |
| 1999–2003                     | José Francisco Fracés Fracés | Bloc           | 03/07/1999        | --           |
| 2003–2007                     | Enrique Ponsoda Fracés       | PP             | 14/06/2003        | --           |
| 2007–2011                     | Enrique Ponsoda Fracés       | PP             | 16/06/2007        | --           |
| 2011–2015                     | David Blanes Fracés          | PP             | 11/06/2011        | --           |
| 2015–2019                     | David Blanes Fracés          | PP             | 13/06/2015        | --           |
| 2019-2023                     | David Blanes Fracés          | PP             | 15/06/2019        | --           |
| Des de 2023                   | n/d                          | n/d            | 17/06/2023        | --           |
| Fonts: Generalitat Valenciana |                              |                |                   |              |

### Eleccions municipals de 2011
| Candidatura | Candidatura                               | Cap de llista          | Vots | Regidors | % vots |
| ----------- | ----------------------------------------- | ---------------------- | ---- | -------- | ------ |
|             | Partit Popular de la Comunitat Valenciana | David Blanes Fracés    | 93   | 5        |        |
|             | Partit Socialista del País Valencià       | Francisco Mayor Ortuño | 13   | 0        |        |
| Total       | Total                                     | 106                    | 106  | 5        |        |

## Edificis d'interés
Benifato és el poble més menut de la Serra d'Aitana, manté la seua tipologia àrab amb carrers estrets i costeruts, amb gracioses fonts que adornen petites places.
L'únic monument a ressenyar és l'església de sant Miquel, amb campanar exempt.

## Festes
- Festes de Sant Pere. Festa dels joves celebrada el primer cap de setmana de juliol amb revetlles.
- Festes Patronals. Celebrada en honor de Sant Miquel, el darrer cap de setmana d'agost, amb revetlles, degustacions gastronòmiques i actes religiosos (misses, processons, ofrena de flors).
- Fira de Sant Miquel. Celebrada des de 2004, el darrer cap de setmana de setembre. Es tracta d'una mostra d'artesania i gastronomia local.